# Spojení hřídele s nábojem
Spojení hřídele s nábojem slouží k přenosu kroutícího momentu z hřídele na náboj (v případě, že hřídel je hnacím elementem a náboj hnaným) nebo naopak z náboje na hřídel (náboj je hnací element a hřídel hnaný). Přenáší také axiální síly, příčné síly a ohybové momenty. Tato spojení jsou většinou standardizována.

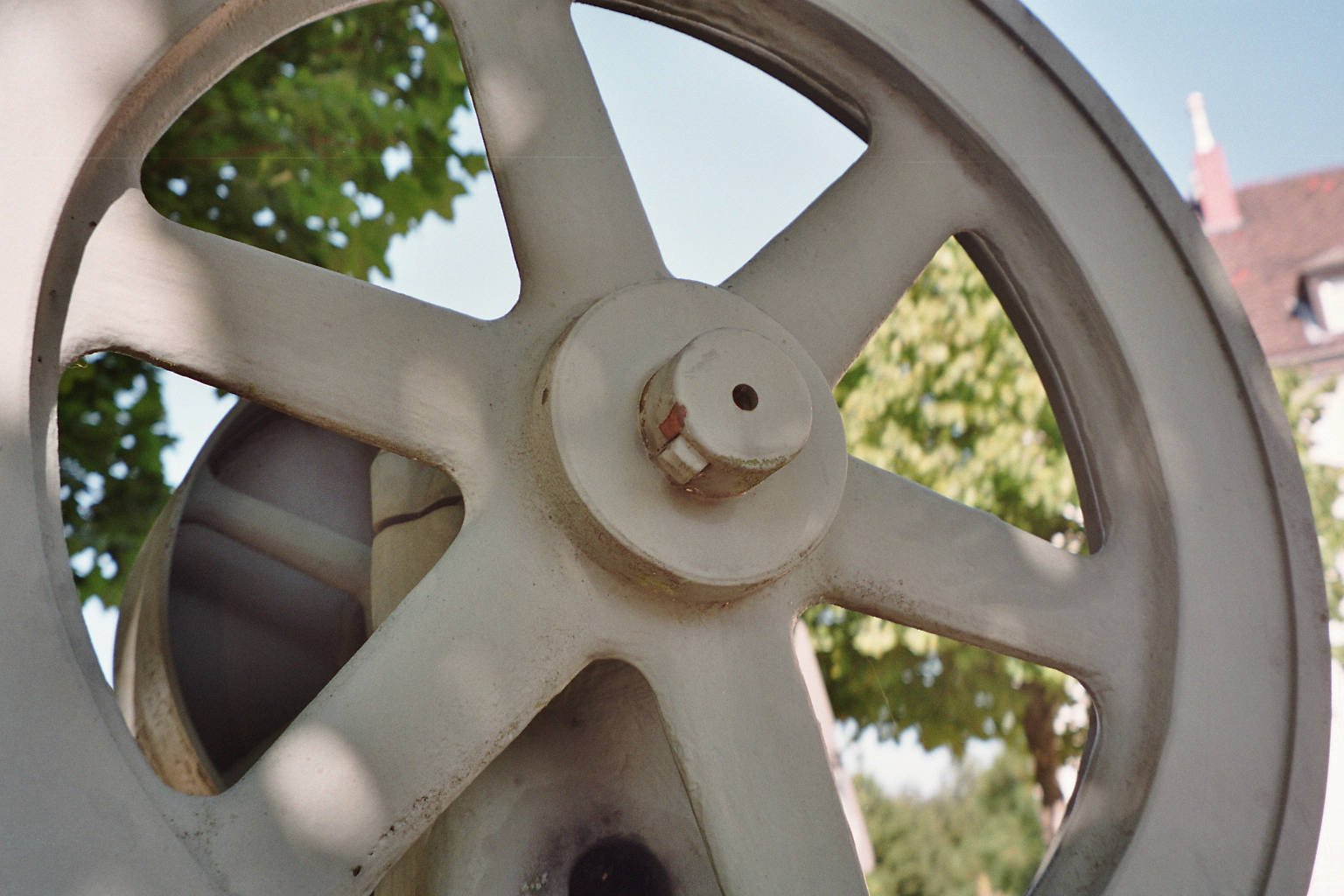
Spojení hřídele s nábojem pomocí klínu

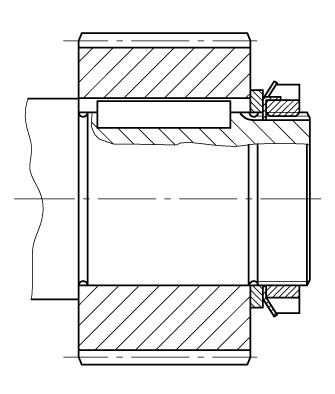
Spojení náboje s hřídelem pomocí pera, hřídelové matice KM a podložky MB

## Rozdělení

### Dle způsobu přenosu sil
Spojení hřídele s nábojem mohou být členěna dle způsobu přenosu sil na: :
1. Silová spojení (třecí styk): Přenos sil mezi hřídelí a nábojem se uskutečňuje pomocí třecího odporu, který vzniká nalisováním náboje na hřídel s přesahem, kuželovým samosvorným spojením, nebo pomocí zvláštních upínacích součástí, jako například různých dělených i nedělených svěrných nábojů.
2. Tvarová spojení, kde se kroutící moment přenáší tvarem spojení hřídele s nábojem, např. různými typy drážkování, různě tvarovanými průřezy hřídele a náboje (pravoúhlé, trojúhelníkové, polygonální,...), nebo prostřednictvím nějaké vložené tvarové součásti (nejčastěji pera).
3. Předepjatá tvarová spojení: jedná se o kombinaci některých výše uvedených způsobů spojení. Zvláštním případem tohoto druhu je spojení pomocí klínu.
4. Materiálová spojení: náboj s hřídelem se spojí např. lepením, pájením nebo svařováním.

### Dle způsobu namáhání
1. Malé kroutící momenty: spojení pomocí různých svěrek, pružných objímek, příčných kolíků
2. Velké kroutící momenty s měnícím se smyslem otáčení: lisované spoje s přesahem, prstencové pružinové upínače (tzv. ringfedry), drážkování nebo polygonální profily
3. Kroutící momenty se stálým smyslem otáčení: pero, Woodruffovo pero, příčný kolík, lepená a pájená spojení
4. Spojení s možností posuvu náboje v axiálním směru: rovnoboké drážkování, posuvné pero
5. Spojení s možností posunu náboje v radiálním směru: spojení pomocí svěrek, smršťovací spojka

## Tvarová spojení hřídele s nábojem
Tvarová spojení hřídele s nábojem mohou být dále dělena následovně::
- s přímým (nezprostředkovaným) přenosem kroutícího momentu (např. drážkování),
- se zprostředkovaným přenosem kroutícího momentu (kroutící moment mezi hřídelem a nábojem se přenáší prostřednictvím nějaké další součásti (součástí), např. pera).

Tvarová spojení jsou na obvodu namáhána tlakovým napětím {\displaystyle p<=p_{zul}} , které může být spočítáno následovně:
{\displaystyle p={\frac {T\cdot K_{A}\cdot K_{e\beta }\cdot K_{1}}{z\cdot h_{w}\cdot r_{w}\cdot l}}}
kde
{\displaystyle T}… jmenovitý kroutící moment
{\displaystyle K_{A}}… koeficient rázů a namáhání
{\displaystyle K_{e}\beta }… koeficient nerovnoměrnosti obvodového zatížení
{\displaystyle K_{1}}… koeficient nerovnoměrnosti podélného zatížení
{\displaystyle z}… počet nosných členů (např. zubů v drážkování, per,...)
{\displaystyle h_{w}}… nosná výška nosného členu
{\displaystyle l}… nosná délka nosného členu
{\displaystyle p_{zul}}… pevnost nejméně pevného materiálu v sestavě
{\displaystyle r_{w}}… roztečný rádius (profilu drážkování, průměr hřídele/vrtání v náboji při spojení perem, atp.)